# عقمة المجلس (ذي السفال)

تعديل مصدري - تعديل

عقمة المجلس محلة تابعة لقرية حبير، التابعة لعزلة حبير بمديرية ذي السفال إحدى مديريات محافظة إب في الجمهورية اليمنية، بلغ تعداد سكانها 104 حسب تعداد اليمن لعام 2004.